# Museu do Ouro (Póvoa de Lanhoso)

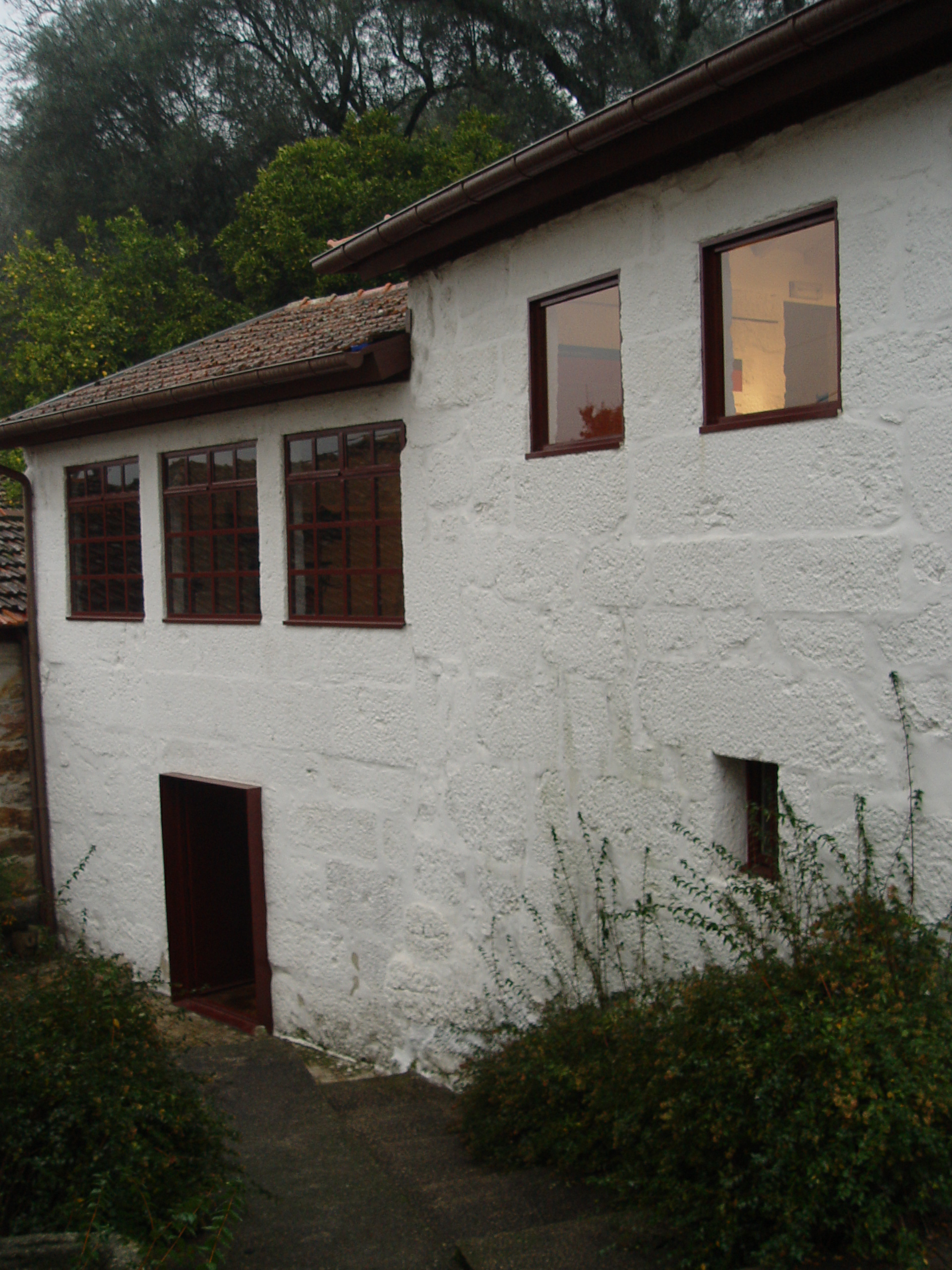

O Museu do Ouro localiza-se na freguesia de Travassos na Póvoa de Lanhoso e é dedicado ou trabalho tradicional do ouro.
O Museu foi inaugurado no dia 3 de Março de 2001.

## Descrição
A arte do ouro de Póvoa de Lanhoso é visível numa variedade enorme de peças como colares de contas, relicários, argolas, cruzes de Malta, cabeças de carretilha, peitorais ou crucifixos. De cunho artesanal, tanto segue as linhas tradicionais como se aventura por um design mais moderno. 